# 日本下棘魨
日本下棘魨，為輻鰭魚綱魨形目擬三刺魨亞目擬三棘魨科的其中一種，為深海魚類，分布於印度西太平洋區，包括日本、菲律賓、印尼、坦尚尼亞等海域，棲息深度300-2000公尺，體長可達4.4公分，生活習性不明。